# Ramon Martí i d'Eixalà
Ramon Martí i d'Eixalà (català: Ramon Martí d'Eixalà)  (Cardona, 6 de gener de 1807 - Madrid, 18 de maig de 1857) fou un advocat i filòsof català.

## Biografia
Es llicencià en dret a la Universitat de Cervera el 1830 i s'hi doctorà a la novament oberta Universitat de Barcelona el 1837. Obtingué la càtedra de dret públic civil i criminal, aportant una renovadora visió racionalista de la legislació. Fou soci de la Societat Econòmica Barcelonesa d'Amics del País (1836), de la Societat de Foment de la Il·lustració i director de l'Institut Barcelonès del 1839 al 1841. En 1841 fou designat censor dels concursos per a càtedres per la Junta de Comerç i per la Diputació de Barcelona. També membre numerari de l'Acadèmia de Bones Lletres de Barcelona i de l'Acadèmia de Ciències Naturals i Arts (1835), i participà en la fundació de l'Acadèmia de Jurisprudència i Legislació de Catalunya (1840), de la que en fou vicepresident, bibliotecari i arxiver.
Alhora, milità en el Partit Liberal i fou diputat a Corts Espanyoles el 1843, en 1844-1846, el 1853 i el 1857, on defensà el proteccionisme per la indústria catalana. Fou membre de la comissió reformadora del Codi de Comerç i redactor de les ordinacions municipals de Barcelona de 1857.
En filosofia rebé la influència de la doctrina escocesa del sentit comú (Francis Bacon, John Locke, David Hume) a través de Théodore Jouffroy i Pierre-Paul Royer-Collard. Fou l'introductor a Catalunya d'aquesta doctrina i creador de l'escola de filosofia catalana. Del seu pensament cal remarcar la teoria de la "consciència en tota la seva integritat", difosa pels seus deixebles Francesc Xavier Llorens i Barba i Manuel Duran i Bas.

## Obres
- Discurso inaugural (…) en la obertura de las cátedras de Jurisprudencia. Barcelona: Rubió i Ors, 1836
- Tratado elemental de Derecho civil romano y español Barcelona: Joaquim Verdaguer, 1838
- Instituciones del derecho mercantil de España. Madrid, Vda. de Calleja, 1848.
- Curso de Filosofía elemental, Barcelona: Josep M. de Grau, 1841.
- Oración inaugural que en la solemne apertura de estudios del año 1849 a 1850 dijo en la Universidad de Barcelona. Barcelona: Tomàs Gorchs, 1849. [“Consideraciones sobre el origen, carácter y destino de los cuerpos universitarios”]